# Xenozancla versicolor
Xenozancla versicolor är en fjärilsart som beskrevs av W. Warren 1893. Xenozancla versicolor ingår i släktet Xenozancla och familjen mätare. Inga underarter finns listade i Catalogue of Life.

## Bildgalleri

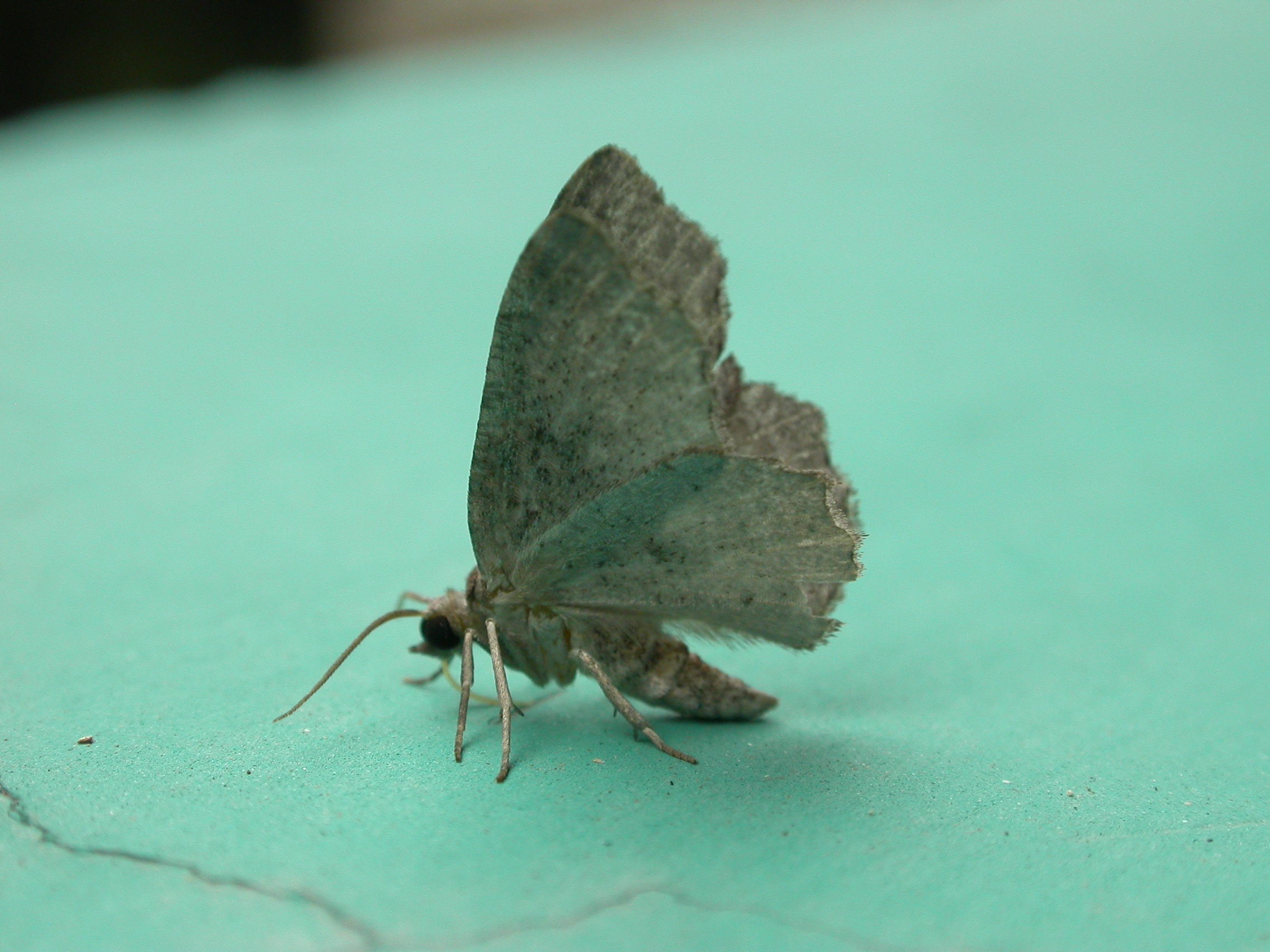